# 탄유그

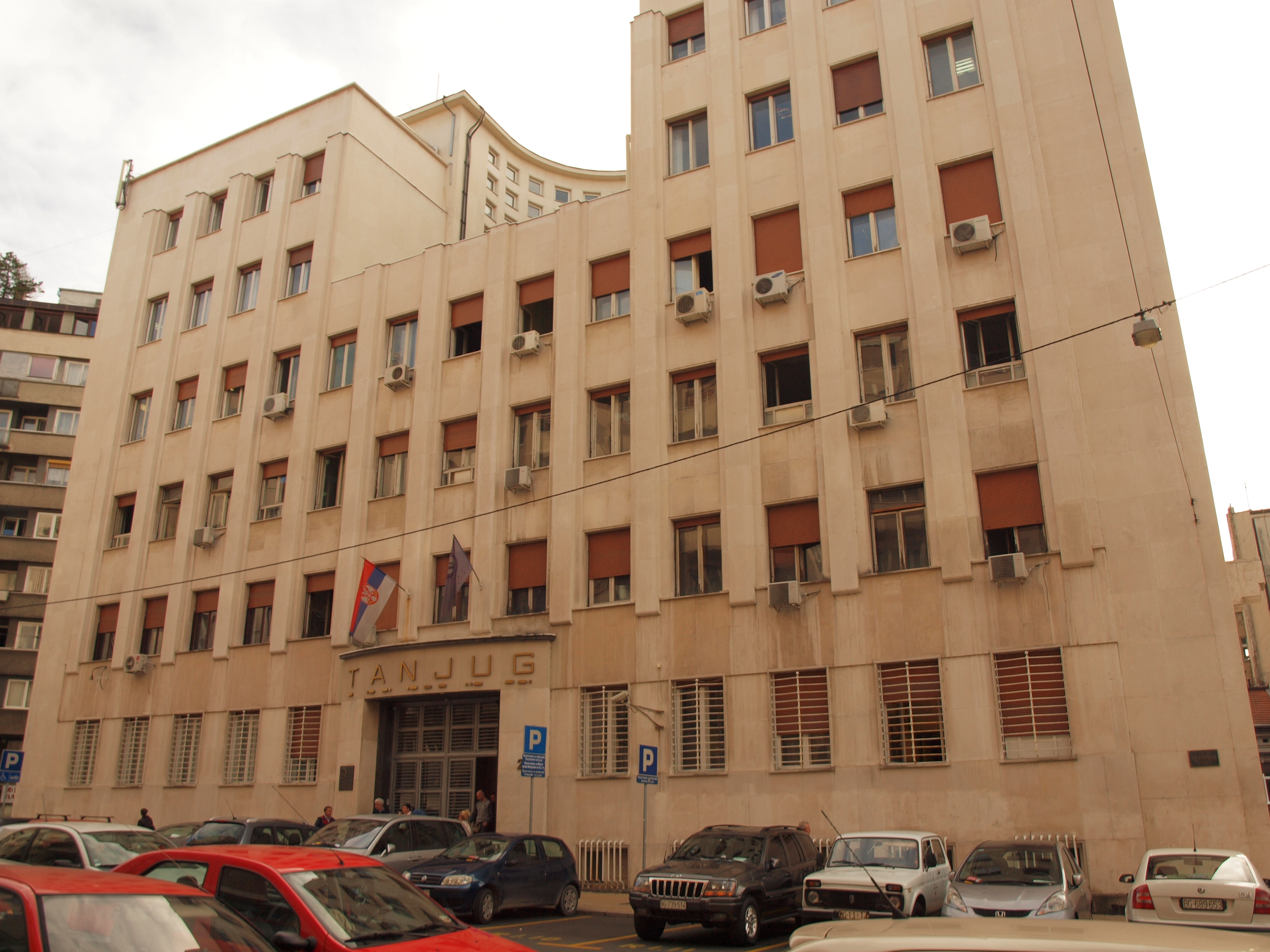
본사

탄유그(세르비아어: Танјуг, Tanjug)는 세르비아의 통신사이다. 1943년 11월 5일에 설립되었으며 본사는 베오그라드에 있다. 탄유그는 "신(新)유고슬라비아 통신사"(Telegrafska agencija nove Jugoslavije)를 뜻한다.
1975년부터 1980년대 중반까지 비동맹 운동 국가의 통신사들의 협력체인 비동맹 통신사 기구(Non-Aligned News Agencies Pool, NANAP)에서 주도적인 역할을 수행했다. 유고슬라비아 출신 전문가들이 아프리카, 남아시아 등에 위치한 비동맹 국가의 보도 기관 정비, 언론인 및 통신 기술자 육성을 위해 파견되었다.